# Teodor II de Constantinoble
Teodor II de Constantinoble o Teodor Irineu o Teodor Copas (en llatí Theodorus, en grec Θεόδωρος) va ser un patriarca de Constantinoble, càrrec que va tenir de l'any 1213 al 1215.
Abans de ser nomenat patriarca va ser summus philosophorum (Ὕπατος τῶν φιλοσόφων), i cartofílac de la Gran església de Constantinoble. Va exercir el càrrec únicament setze mesos, a Nicea, mentre Constantinoble era ocupada per l'Imperi Llatí, segons diu Michel Le Quien.